# Kenna Olgierdówna
Kenna Olgierdówna (ur. ok. 1351, zm. 27 kwietnia 1367) – księżniczka litewska z dynastii Giedyminowiczów: córka wielkiego księcia Litwy Olgierda i wielkiej księżnej Julianny Twerskiej, siostra króla Władysława Jagiełły. Pierwsza żona księcia Kazimierza IV, księcia słupskiego.

## Życiorys
Pierworodna córka wielkiego księcia litewskiego Olgierda Giedyminowica i Julianny, księżniczki twerskiej. W 1360 roku ustalono małżeństwo Kenny z Kaźkiem. W sierpniu 1360 roku kasztelan krakowski przedstawił w Awinionie suplikę króla Kazimierza Wielkiego o udzielenie przez papieża dyspensy na małżeństwo Kaźka z Joanną. Między 1359 a 1360 rokiem ochrzciła się, przyjmując imię Joanna. Tego samego roku albo w 1368 roku, wyszła za mąż za Kaźka Słupskiego. Zmarła bezpotomnie 27 kwietnia 1367 roku.